# Canaã dos Carajás
Canaã dos Carajás är en kommun i Brasilien.   Den ligger i delstaten Pará, i den centrala delen av landet, 1 100 km norr om huvudstaden Brasília. Antalet invånare är 26 727.
Omgivningarna runt Canaã dos Carajás är huvudsakligen savann. Runt Canaã dos Carajás är det mycket glesbefolkat, med 3 invånare per kvadratkilometer.